# Хостикян, Армен Мисакович
Армен Мисакович (Михайлович) Хостикян (арм. Արմեն Խոստիկյան, 22 мая 1929, Ереван — 22 июля 2003, там же) — известный армянский актёр и сатирик. Народный артист Армянской ССР (1984). Вместе с Ашотом Казаряном снимал шуточные сцены.

## Избранная фильмография
- 1955 — Призраки покидают вершины — аспирант (нет в титрах)
- 1955 — Золотой бычок — Мамикон
- 1956 — Из-за чести — официант
- 1957 — Сердце матери — Петрос
- 1957 — Кому улыбается жизнь — Андраник
- 1960 — Парни музкоманды — Завен
- 1966 — Мсье Жак и другие (новелла «Попранный обет») — Торос
- 1974 — Ксения, любимая жена Фёдора — Григорян
- 1977 — Солдат и слон — эпизод
- 1980 — Пощёчина — Киракос
- 1980 — Полёт начинается с земли — Бадикян
- 1981 — Будь здоров, дорогой! — начальник вокзала
- 1983 — Кочари — Армен
- 1984 — Пожар — Дереник
- 1984 — Земля и золото — эпизод
- 1985 — Последнее воскресенье — Лаэрт Суренович
- 1987 — Дорога к Давиду Сасунскому — милиционер
- 1987 — На дне — городовой
- 1988 — Государственная граница. На дальнем пограничье — Григорий, отец Рузанны
- 1988 — Дежа вю — дядя Ашот
- 1990 — Там, где небо лежит на земле (новелла «Отец») — Вартан
- 1990 — Лицом к стене — эпизод
- 1996 — Наш двор — Армен
- 1998 — Наш двор 2 — Армен

## Награды
- Народный артист Армянской ССР (1984).
- Медаль Мовсеса Хоренаци (2000).
- Медаль «За трудовое отличие» (27.06.1956).